# プロメテウスの拷問 (サルバトール・ローザ)
『プロメテウスの拷問』（プロメテウスのごうもん、伊: La tortura de Prometeo、英: The Torture of Prometeus）は、イタリア・バロック期の画家サルヴァトル・ローザが1646-1648年にキャンバス上に油彩で制作した絵画である。主題はギリシア神話の物語から採られている。作品は現在、ローマのコルシーニ絵画館に所蔵されている。

## 作品
ティーターンの1人のプロメテウスが人間に火を与えたことでゼウスの怒りを買い、罰を受ける。その罰とは、プロメテウスをコーカサスの岩に鎖で縛り、ゼウスのアトリビュート (人物を特定する事物) の聖鳥である鷲が彼の肝臓をついばむというものである。日毎に彼の傷は癒え、鷲が戻ってきて、また彼に拷問を加えるのである。

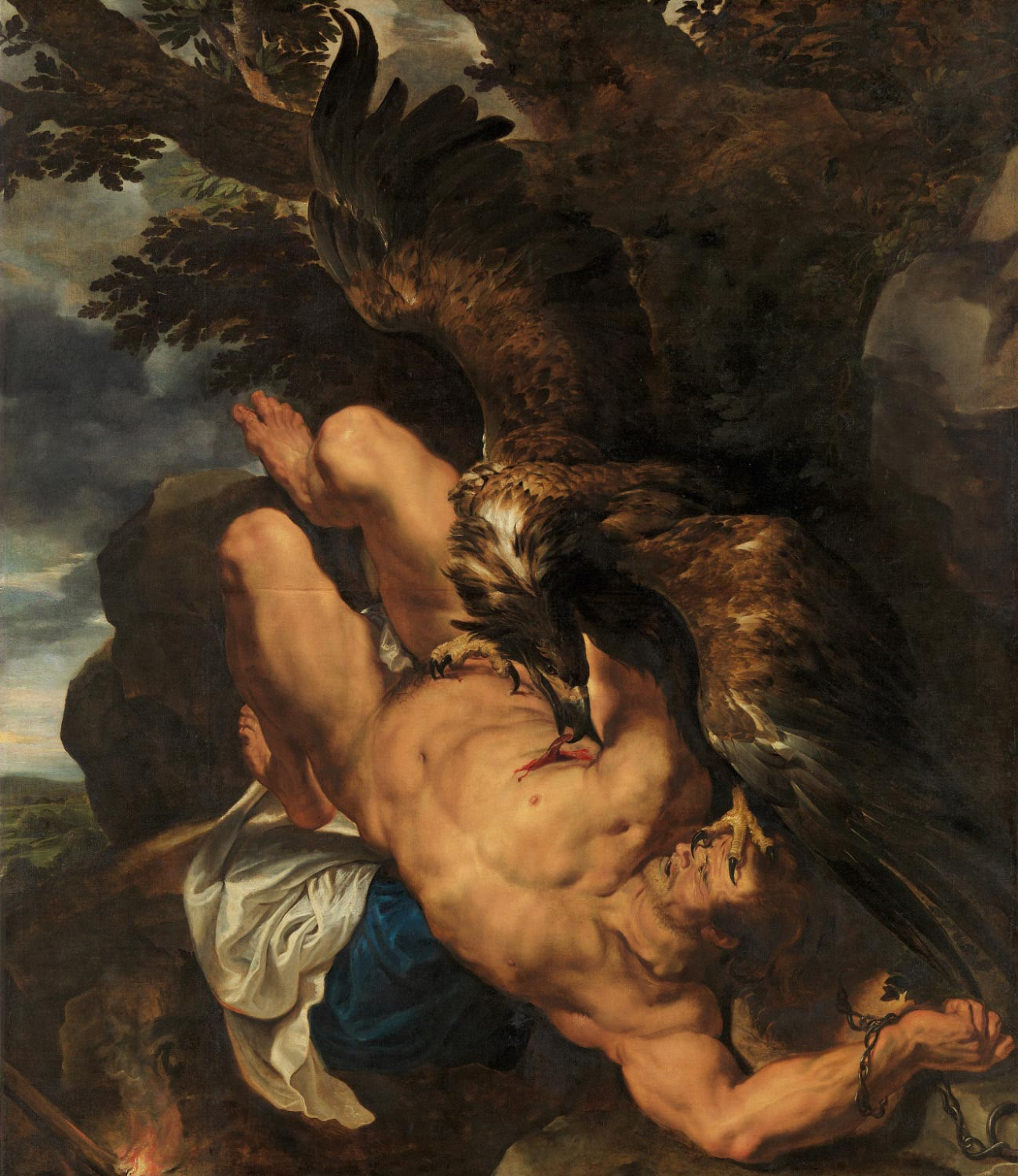
ルーベンス『縛られたプロメテウス』(1611-1612年)、フィラデルフィア美術館

プロメテウスは仰向けになっている。拷問の残虐性は歪んだ四肢と顔の表情に見て取れる。片方の手は握りしめられ、もう一方の手は大きく開かれている。腕の腱は手首からはちきれんばかりである。彼の腹は裂かれ、鷲は肝臓ではなく腸を食らっている。プロメテウスの足元には彼の罪を表す松明がある。
この場面は、ルーベンスやヨルダーンスといったほかの同時代の画家たちによっても表されている。しかし、彼らの作品は通常、鷲が最初に襲うところを表現している。一方、ローザは腸が裂かれ、血に塗れている最中の出来事を描くことを選択した。ローザは、しばしば嵐や荒野を描いた風景画で顧客を得ることにはるかに成功していたが、本作はローザが自身の絵画に注いだ情熱を体現している。